# Apegus leptocerus
Apegus leptocerus är en stekelart som beskrevs av Förster 1856. Apegus leptocerus ingår i släktet Apegus och familjen Scelionidae. Inga underarter finns listade i Catalogue of Life.